# 田中佑美
田中 佑美（たなか ゆみ、1998年12月15日 - ）は、日本の陸上競技選手（女子100メートルハードル）。大阪府大阪市阿倍野区出身。女子60mハードル日本記録保持者。

## 経歴
関西大学第一中学校・高等学校、立命館大学経済学部卒業。富士通所属。
当初は宝塚歌劇団に入団することを目指しており、男役希望で芸名も考えていたが、高校2年時にインターハイで優勝したことなどもあり、陸上競技を続けることになった。
2023年4月に行われた第57回織田記念において12秒97で優勝し、日本人4人目の12秒台をマークした。5月の第10回木南記念で12秒91の2位。セイコーゴールデングランプリでは日本歴代4位の12秒89で2位。
6月に行われた第107回日本陸上競技選手権大会では12秒96で3位。
ハンガリー・ブダペストで開催された2023年世界陸上競技選手権大会に出場。女子100mハードル予選5組において13秒12で7着となり準決勝に進出できなかった。
中華人民共和国・杭州市で開催された2022年アジア競技大会に出場。女子100mハードル予選2組において13秒10で3着となり決勝に進出。決勝では13秒04で4位フィニッシュだったが、2位でフィニッシュした呉艶妮が失格となり、3位に繰り上がり、銅メダルを獲得した。
2024年6月に行われた第108回日本陸上競技選手権大会では準決勝で日本歴代2位の12秒85を記録し、決勝では12秒89で2位。7月4日、パリオリンピック代表に内定したことが発表された。
2024年8月に行われたパリオリンピック女子100mハードル予選2組において12秒90で5着となり準決勝進出ならず、敗者復活戦に回った。敗者復活戦では12秒89で3組2着となり、準決勝に進出。準決勝では、12秒91で1組7着となり決勝に進出できなかった。
2025年4月29日、男子110メートル障害の石川周平（富士通）と2024年に結婚していたことを織田記念（広島広域公園陸上競技場）のレース後、囲み取材で明かした。

## 日本代表歴
- 2023年世界陸上競技選手権大会
- 2022年アジア競技大会（2023年開催）
- 2024年パリオリンピック

## 自己ベスト記録
| 種目  | 記録   | 風速    | 大会                          | 場所               | 日付         | 備考 |
| ----- | ------ | ------- | ----------------------------- | ------------------ | ------------ | ---- |
| 100mH | 12秒80 | −0.1m/s | 第109回日本陸上競技選手権大会 | 東京都・国立競技場 | 2025年7月5日 |      |